# Delosperma aliwalense
Delosperma aliwalense är en isörtsväxtart som beskrevs av L. Bol.. Delosperma aliwalense ingår i släktet Delosperma, och familjen isörtsväxter. Inga underarter finns listade i Catalogue of Life.